# Кахаис, Матиас
Матиас Кахаис (исп. Matías Cahais; родился 24 декабря 1987 года, Морон, Буэнос-Айрес) — аргентинский футболист, защитник клуба «Курико Унидо».

## Клубная карьера
Кахаис начал карьеру в клубе «Бока Хуниорс». 26 июня 2005 года в матче против «Кильмеса» он дебютировал в аргентинской Примере. 3 июля в поединке против «Сан-Лоренсо» Матиас забил свой первый гол за «Боку». Из-за высокой конкуренции он почти не имел игровой практики, в основном выступая за резервную команду или выходя на замену в конце матча. Несмотря на эти обстоятельства Матиас дважды стал чемпионом Аргентины и обладателем Кубка Либертадорес и Южномариканского Кубка. В 2007 году он помог команде занять второе место на клубном чемпионате мира в Японии.
В 2008 году Кахаис перешёл в нидерландский «Гронинген». Сумма трансфера составила 2 млн. евро. 16 апреля в матче против амстердамского «Аякса» Матиас забил свой первый гол в Эредивизи. В 2009 году Кахаис для получения игровой практики вернулся на родину, где на правах аренды стал футболистом «Химансии Хухуй». 20 февраля в матче против «Ньюэллс Олд Бойз» он дебютировал за новую команду. 13 марта в поединке против «Индепендьенте» Матиас забил свой первый гол за клуб.
Летом Кахаис вернулся в «Гронинген», но снова был отправлен в аренду на родину, на этот раз в «Расинг» из Авельянеды. 23 августа в матче против «Росарио Сентраль» он дебютировал за новую команду. 8 февраля 2010 года в поединке против «Арсенала» из Саранди Кахаис забил свой первый гол за клуб из Авельянеды. По окончании сезона «Расинг» выкупил трансфер Матиаса.
Летом 2014 года Кахаис перешёл в чилийский «Универсидад Католика». 19 июля в матче против «Депортес Антофагаста» он дебютировал в чилийской Примере. В этом же поединке Матиас забил свой первый гол за новый клуб. Летом 2015 года Кахаис перешёл в колумбийский «Индепендьенте Медельин». 26 июля в матче против «Депортес Толима» он дебютировал в Кубке Мустанга. 15 октября в поединке против «Бояка Чико» Матиас забил свой первый гол за «Медельин».
Летом 2016 года Кахаис перешёл в мексиканский «Веракрус». 17 июля в матче против «Керетаро» он дебютировал в мексиканской Примере. 2 октября в поединке против «Крус Асуль» Матиас забил свой первый гол за «Веракрус». Летом 2017 года Кахаис вернулся на родину, присоединившись к «Олимпо». 27 августа в матче против своего бывшего клуба «Бока Хуниорс» он дебютировал за новую команду. Летом 2018 года Матиас перешёл в «Сан-Мартин» из Тукумана. 20 августа в матче против «Унион Санта-Фе» он дебютировал за новый клуб.

## Международная карьера
В 2007 году в составе молодёжной сборной Аргентины Кахаис стал победителем молодёжного Чемпионата мира в Канаде.

## Достижения
Командные
 «Бока Хуниорс»
- Чемпионат Аргентины по футболу — Кл. 2006
- Чемпионат Аргентины по футболу — Ап. 2005
- Клубный чемпионат мира по футболу — 2007
- Обладатель Кубка Либертадорес — 2007
- Обладатель Южноамериканского кубка — 2004
- Обладатель Южноамериканского кубка — 2005
- Обладатель Рекопа Южной Америки — 2005
- Обладатель Рекопа Южной Америки — 2006

Международные
 Аргентина (до 20)
- Чемпионат мира по футболу среди молодёжных команд — 2007